# Unforgiven (album Le Sserafim)
Unforgiven – pierwszy album studyjny południowokoreańskiej grupy Le Sserafim, wydany 1 maja 2023 roku przez wytwórnię Source Music. Płytę promował singel „Unforgiven”.

## Tło wydania
16 marca 2023 roku Source Music poinformowało, że Le Sserafim wyda album na początku maja. 3 kwietnia potwierdzono, że pierwszy album studyjny grupy będzie nosić tytuł Unforgiven i zostanie wydany 1 maja. Dzień później opublikowano harmonogram promocyjny. 10 kwietnia ukazał się zwiastun albumu. 17 kwietnia ukazało się wideo z samplerem utworów z albumu. Dzień później ogłoszono listę utworów, a „Unforgiven” zostało ogłoszone jako główny singiel. 24 kwietnia ukazał się zwiastun przedstawiający fragmenty utworów z albumu. Zwiastuny do teledysku „Unforgiven” zostały opublikowane 28 i 30 kwietnia. 1 maja album został wydany wraz z teledyskiem do „Unforgiven”.

## Kompozycja
Unforgiven składa się z 13 utworów, z czego pierwsze sześć utworów wcześniej zostało wydanych jako część albumów Fearless i Antifragile. Siódmy utwór, „Burn the Bridge”, został opisany jako piosenka, która „ogłasza początek nowej podróży Le Sserafim” z tekstami „opartymi na własnych tekstach członkiń lub tym, co [wcześniej] powiedziały w wywiadach, dodając szczerość do przekazu, który chciały przekazać”. Ósmy utwór i główny singiel, „Unforgiven” został opisany jako hip-hopowa piosenka charakteryzująca się „funkowymi rytmami gitary” granymi przez amerykańskiego muzyka Nile'a Rodgersa; utwór wykorzystuje sample z tematu muzycznego z filmu o tym samym tytule „The Good, the Bad and the Ugly”. Rodgers stwierdził, że jest podekscytowany pracą nad tym utworem ze względu na nowe rodzaje zmian akordów, które zawiera. Dziewiąty utwór, „No-Return (Into the Unknown)”, został opisany jako piosenka, której teksty „wyrażają podekscytowanie przed przygodą”. Dziesiąty utwór, „Eve, Psyche and the Sinobrody's Wife”, został opisany jako piosenka, której teksty zawierają znaczenie „możesz przejść do następnego poziomu tylko wtedy, gdy złamiesz tabu”. Jedenasty utwór, „Fearnot (Between You, Me and the Lamppost)”, został opisany jako piosenka, której teksty napisali wszystkie członkinie dla swojego „fandomu i śpiewają tylko dla nich”. Dwunasty utwór, „Flash Forward”, zzostał opisany jako piosenka popowa o mediach społecznościowych z tekstami o „ryzykowaniu wszystkim bez wahania, nawet jeśli zakończenie jest oczywiste”. Trzynasty i ostatni utwór, „Fire in the Belly”, został opisany jako piosenka z tekstami o „płonącej pasji w [twoim] sercu, poprzez pokazanie ambicji stania się zwycięzcą przygody”.

## Odbiór krytyczny
Unforgiven spotkał się z pozytywnymi recenzjami krytyków. Cristina Jaleru z AP News nazwała album „absolutnym petardowym nagraniem” i pochwaliła go jako „odważny hymn kobiecego wzmocnienia”. Neil Z. Yeung z AllMusic napisał, że album jest „idealnym punktem wejścia w świat Le Sserafim” i w szczególności wyróżnił utwór „Fearnot (Between You, Me and the Lamppost)” za podkreślenie „harmonii wokalnej grupy”. Onome Uyovbievbo z Riff Magazine zwrócił uwagę na „niekonwencjonalne tropy i eksperymentalne popowe zwroty akcji” na albumie i wyraził opinię, że „Le Sserafim daje przykład nowej generacji artystów K-pop”.

## Odbiór komercyjny
11 kwietnia 2023 roku media podały, że Unforgiven sprzedał ponad milion kopii w przedsprzedaży w ciągu niecałego tygodnia. Do 28 kwietnia liczba zamówień przedpremierowych wzrosła do 1 380 000 egzemplarzy.
W Stanach Zjednoczonych album zadebiutował na 6. miejscu głównego zestawienia albumów Billboard 200 dnia 15 maja 2023 roku, co stanowiło pierwszy raz, gdy Le Sserafim znalazło się w pierwszej dziesiątce tego zestawienia od czasu swojego debiutu.

## Lista utworów
| CD  | CD                                           | CD | CD                      | CD      |
| Nr  | Tytuł utworu                                 | Tekst | Muzyka                  | Długość |
| --- | -------------------------------------------- | --- | ----------------------- | ------- |
| 1.  | „The World Is My Oyster” (2023 version)      | Score (13), Megatone (13), Hybe | 13                      | 1:47    |
| 2.  | „Fearless” (2023 version)                    | Score (13), Megatone (13), Supreme Boi, Blvsh, Jaro, Nikolay Mohr, "Hitman" Bang, Oneye, Josefin Glenmark, Emmy Kasai, Kyler Niko, Pau, Destiny Rogers | 13                      | 2:48    |
| 3.  | „Blue Flame” (2023 version)                  | Score (13), Megatone (13), Jonna Hall, Gayoung (PNP), Kim In-hyung, Danke, Kim Chae-won, Ronnie Icon, Caroline Gustavsson, Huh Yun-jin | 13                      | 3:22    |
| 4.  | „The Hydra”                                  | Score (13), Megatone (13), Hybe | 13                      | 1:44    |
| 5.  | „Antifragile”                                | Score (13), Megatone (13), Paulina Cerrilla, "Hitman" Bang, Shintaro Yasuda, Supreme Boi, Isabella Lovestory, Kyler Niko, Ronnie Icon, Nathalie Boone, Danke                                                                                                | 13                      | 3:04    |
| 6.  | „Impurities”                                 | Score (13), Megatone (13), Jonna Hall, Danke, "Hitman" Bang, Huh Yun-jin, Daniel "Obi" Klein, Charli Taft, Kim Chae-ah (153/Joombas), Maggie Szabo, Hayes Kramer, Blvsh, Jaro, Nikolay Mohr, Park Sang-yu (PNP), Cho Yoon Kyung (PNP), Lee Hyung Seok (PNP) | 13                      | 3:16    |
| 7.  | „Unforgiven” (z Nile Rodgers)                | Score (13), Megatone (13), Supreme Boi, Oneye, Josefin Glenmark, Anders Gukko, Anne Judith Wik, Nermin Harambašić, Benjmn, Feli Ferraro, Kris Jana, Kyler Niko, Young Chance, Belle, Glenda Proby, Makaila J Garcia, Believve, Ennio Morricone              | 13                      | 3:02    |
| 8.  | „No-Return (Into the Unknown)”               | Score (13), Megatone (13), "Hitman" Bang, Supreme Boi, Daniel "Obi" Klein, Charli Taft, Arineh Karimi, Cazzi Opeia, Young Chance, Shorelle | 13                      | 3:05    |
| 9.  | „Eve, Psyche and Bluebeard's Wife”           | Score (13), Megatone (13), "Hitman" Bang, Supreme Boi, Maia Wright, Max Thulin, Benjmn, Gusten Dahlqvist, Arineh Karimi, Huh Yun-jin, Lee Hyung Seok (PNP), Danke                                                                                           | 13                      | 3:06    |
| 10. | „Fearnot (Between You, Me and the Lamppost)” | Score (13), Megatone (13), Jukjae, Huh Yun-jin, "Hitman" Bang, Sakura, Kim Chae-won, Hong Eun-chae, Kazuha | Huh Yun-jin, 13, Jukjae | 3:27    |
| 11. | „Flash Forward”                              | Hiss Noise, Alex Karlsson, Stian N. Olsen (Blueprint), Eliza Vassilieva, "Hitman" Bang, Danke, Lee Hyung Seok (PNP) | Hiss Noise              | 3:16    |
| 12. | „Fire in the Belly”                          | Score (13), Megatone (13), Kyler Niko, Paulina Cerilla, Supreme Boi, Anne Judith Wik, Nermin Harambašić, "Hitman" Bang | 13                      | 3:18    |

## Notowania
| Lista                                 | Pozycja | Źr.    |
| ------------------------------------- | ------- | ------ |
| South Korean Albums (Circle)          | 1       | [ 21 ] |
| Austrian Albums (Ö3 Austria)          | 43      | [ 22 ] |
| Belgian Albums (Ultratop Flanders)    | 32      | [ 22 ] |
| Belgian Albums (Ultratop Wallonia)    | 33      | [ 22 ] |
| Canadian Albums (Billboard)           | 63      | [ 23 ] |
| French Albums (SNEP)                  | 20      | [ 22 ] |
| German Albums (Offizielle Top 100)    | 22      | [ 22 ] |
| Hungarian Albums (MAHASZ)             | 4       | [ 24 ] |
| Japanese Albums (Oricon)              | 1       | [ 25 ] |
| Japanese Combined Albums (Oricon)     | 1       | [ 26 ] |
| Japanese Hot Albums (Billboard Japan) | 1       | [ 27 ] |
| New Zealand Albums (RMNZ)             | 28      | [ 22 ] |
| Polish Albums (ZPAV)                  | 72      | [ 28 ] |
| Spanish Albums (PROMUSICAE)           | 70      | [ 22 ] |
| Swiss Albums (Schweizer Hitparade)    | 81      | [ 22 ] |
| UK Album Downloads (OCC)              | 86      | [ 29 ] |
| US Billboard 200                      | 6       | [ 30 ] |
| US World Albums (Billboard)           | 1       | [ 31 ] |